# Tetragnatha nitens
Tetragnatha nitens là một loài nhện trong họ Tetragnathidae.
Loài này thuộc chi Tetragnatha. Tetragnatha nitens được miêu tả năm 1826 bởi Audouin.

## Hình ảnh

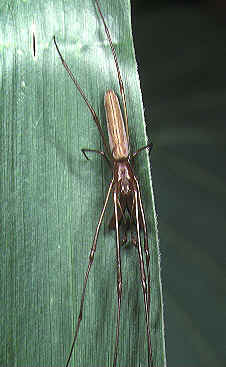
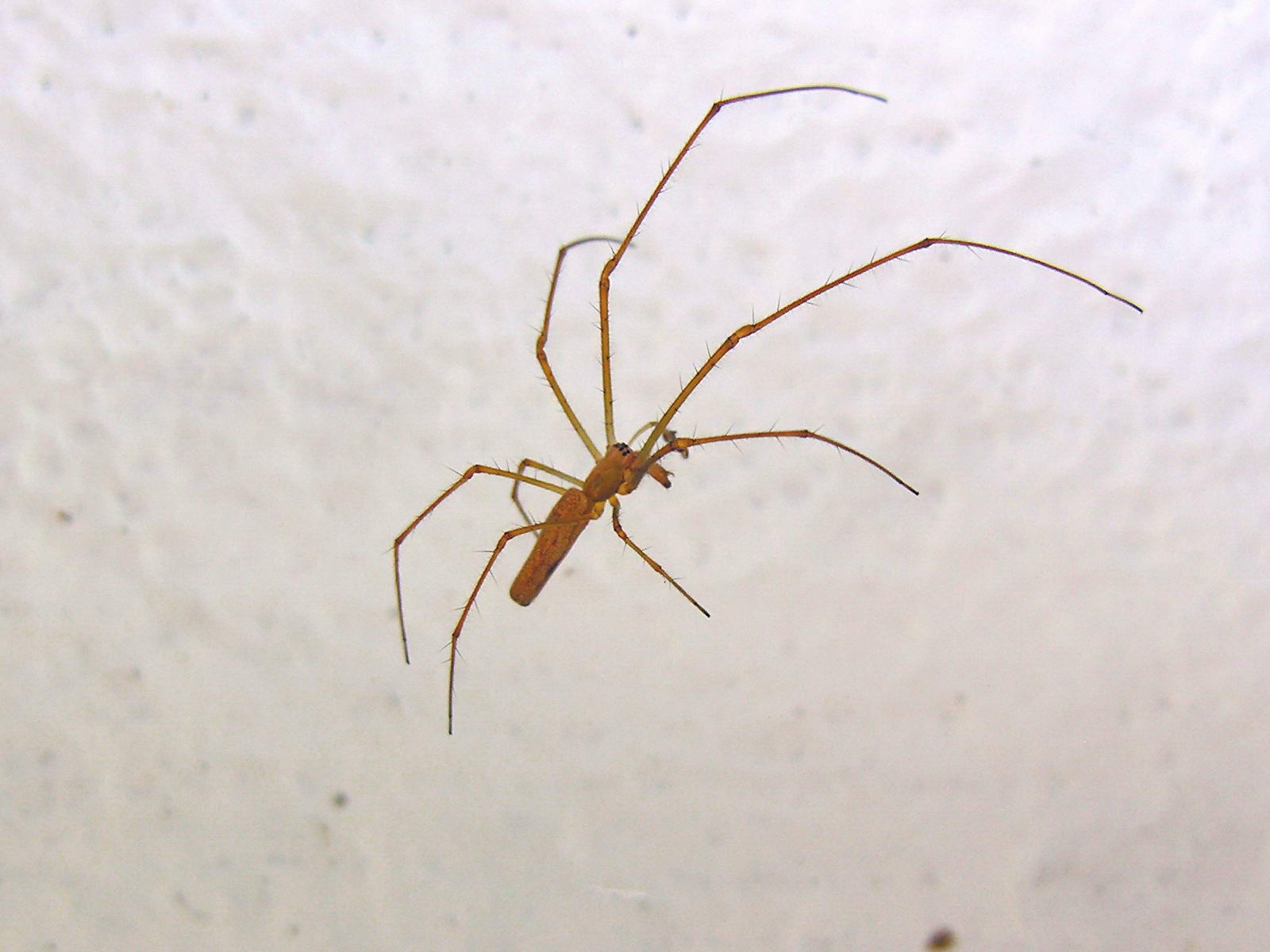
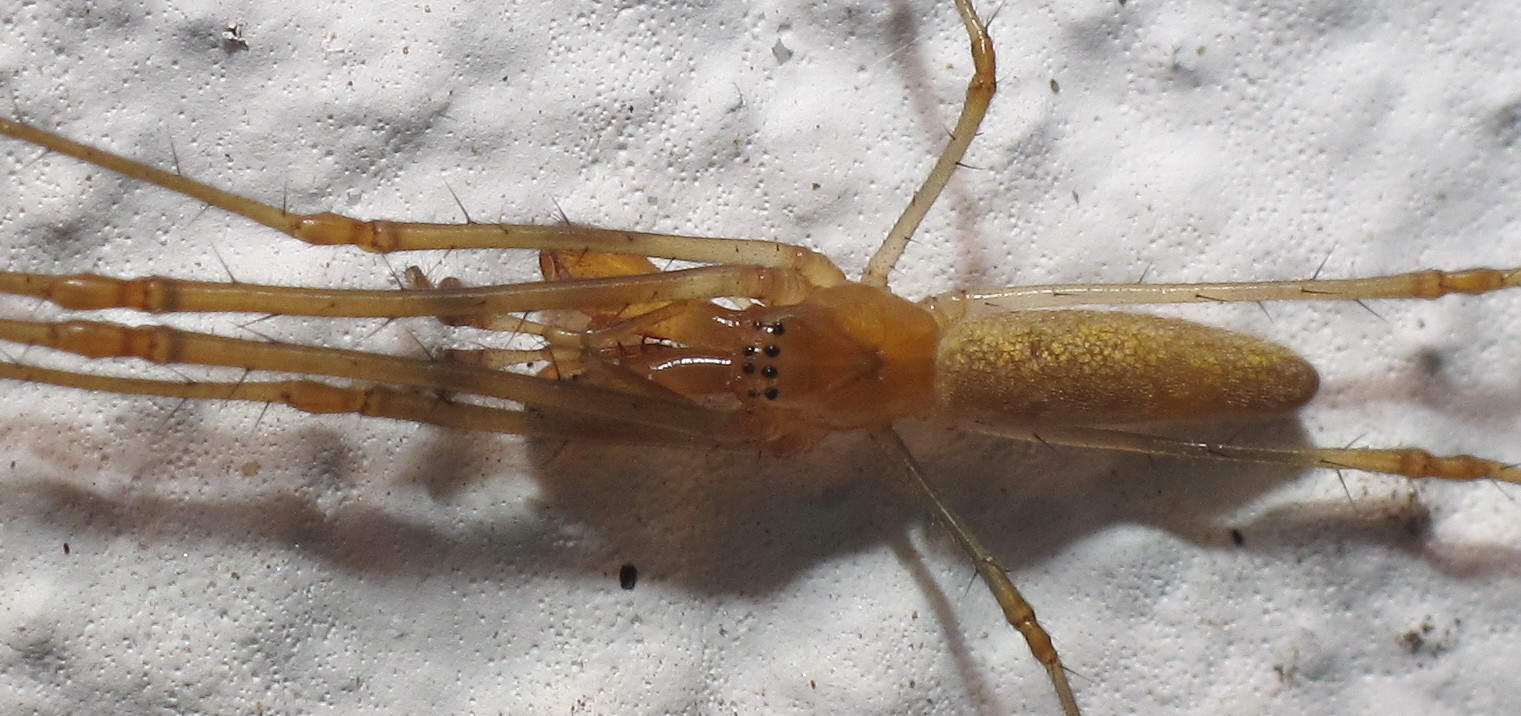
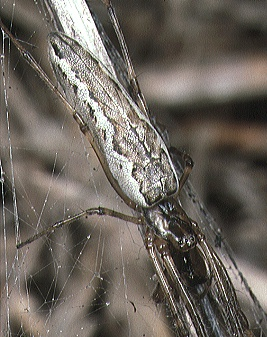